# Боротьба на літніх Олімпійських іграх 1980
Змагання з боротьби на Олімпійських іграх 1980 в Москві проходили з 20 до 31 липня на легкоатлетичному майданчику Універсального спортивного комплексу ЦСКА. Це був спортивний об'єкт, побудований для Олімпіади 1980 року, який пізніше використовувався як тренувальний комплекс для Центрального спортивного клубу армії.
Бойкот під проводом США практично не вплинув на змагання в греко-римській боротьбі в Москві, оскільки в цьому стилі домінували східноєвропейські країни, тоді як на змагання у вільеній боротьбі це мало вплив.
Змагання поділялися на дві дисципліни, вільну і греко-римську боротьбу, які в свою чергу поділялися на 10 вагових категорій. Загалом розігрувалося 20 комплектів нагород. У змаганнях брали участь лише чоловіки.
Програма боротьби 1980 року була такою ж, як і 1976 року, з 10 ваговими категоріями в кожному стилі, без змін у вагових обмеженнях. Змагання знову проводилася за негативною системою балів, з невеликими змінами в системі підрахунку очок з 1976 року, повернувшись до системи, що використовувалася в 1968 і 1972 роках. Очки були наступними: чмста перемога (туше) — 0,0 балів, перемога з явною перевагою — 0,5 бала, перемога рішенням суддів — 1,0 бал, нічия — 2,5 бали, поразка рішенням суддів — 3,0 бали, програш з явною перевагоюм — 3,5 бали, а чистий програш — 4,0 бали. Система негативних балів фактично була подвійним турніром на вибування, оскільки перемоги не гарантували борцеві виходу до наступного раунду. Якщо в будь-якій ваговій категорії залишалося троє борців, вони брали участь у змаганнях за круговою системою, при цьому враховувалися результати попередніх матчів між цими суперниками.
У 1976 році Радянський Союз абсолютно домінував у змаганнях з боротьби, вигравши медалі у 17 з 20 турнірів, в тому числі 12 золотих. Вони очолили обидва списки медалей в обох стилях, вигравши 9 медалей у вільному стилі, в тому числі 7 золотих, а також 8 медалей в греко-римському стилі, в тому числі 5 золотих.
У змаганнях взяло участь 266 учасників з 35 країн.
- Наймолодший учасник: Махабір Сінгх (|Індія); 15 років, 330 днів).
- Найстаріший учасник: Чесав Квєціський (Польща); 37 років, 182 дні).

## Медалі

#### Греко-римська боротьба
| Вага         | Золото                       | Срібло                          | Бронза                     |
| ------------ | ---------------------------- | ------------------------------- | -------------------------- |
| До 48 кг     | Жаксилик Ушкемпіров · СРСР   | Константин Александру · Румунія | Ференц Шереш · Угорщина    |
| До 52 кг     | Вахтанг Благідзе · СРСР      | Лайош Рац · Угорщина            | Младен Младенов · Болгарія |
| До 57 кг     | Шаміль Серіков · СРСР        | Юзеф Липень · Польща            | Бенні Юнгбек · Швеція      |
| До 62 кг     | Стеліос Мігіакіс · Греція    | Іштван Тот · Угорщина           | Борис Крамаренко · СРСР    |
| До 68 кг     | Штефан Русу · Румунія        | Анджей Супрон · Польща          | Ларс-Ерік Шельд · Швеція   |
| До 74 кг     | Ференц Кочиш · Угорщина      | Анатолій Биков · СРСР           | Мікко Хухтала · Фінляндія  |
| До 82 кг     | Геннадій Корбан · СРСР       | Ян Долгович · Польща            | Павел Павлов · Болгарія    |
| До 90 кг     | Норберт Невеньї · Угорщина   | Ігор Канигін · СРСР             | Петре Діку · Румунія       |
| До 100 кг    | Георгій Райков · Болгарія    | Роман Берла · Польща            | Василе Андрей · Румунія    |
| Понад 100 кг | Олександр Колчинський · СРСР | Александр Томов · Болгарія      | Хасан Бішара · Ліван       |

#### Вільна боротьба
| Вага         | Золото                      | Срібло                      | Бронза                             |
| ------------ | --------------------------- | --------------------------- | ---------------------------------- |
| До 48 кг     | Клаудіо Полліо · Італія     | Чан Со Хон · КНДР           | Сергій Корнілаєв · СРСР            |
| До 52 кг     | Анатолій Бєлоглазов · СРСР  | Владислав Стецик · Польща   | Нермедін Селімов · Болгарія        |
| До 57 кг     | Сергій Бєлоглазов · СРСР    | Лі Хо Пен · КНДР            | Дугарсюренгійн Оюунболд · Монголія |
| До 62 кг     | Магомед-Гасан Абушев · СРСР | Міхо Дуков · Болгарія       | Георгіос Хадзиіоаннідіс · Греція   |
| До 68 кг     | Сайпулла Абсаїдов · СРСР    | Іван Янков · Болгарія       | Шабан Сейді · Югославія            |
| До 74 кг     | Валентин Райчев · Болгарія  | Жамцин Даваажав · Монголія  | Дан Карабін · Чехословаччина       |
| До 82 кг     | Ісмаїл Абілов · Болгарія    | Магомедхан Арацилов · СРСР  | Іштван Ковач · Угорщина            |
| До 90 кг     | Санасар Оганісян · СРСР     | Уве Нойперт · НДР           | Александр Цихонь · Польща          |
| До 100 кг    | Ілля Мате · СРСР            | Славчо Червенков · Болгарія | Юліус Стрніско · Чехословаччина    |
| Понад 100 кг | Сослан Андієв · СРСР        | Йожеф Балла · Угорщина      | Адам Сандурський · Польща          |

## Медальний залік
| Місце | Країна         | Золото | Срібло | Бронза | Загалом |
| ----- | -------------- | ------ | ------ | ------ | ------- |
| 1     | СРСР           | 12     | 3      | 2      | 17      |
| 2     | Болгарія       | 3      | 4      | 3      | 10      |
| 3     | Угорщина       | 2      | 3      | 2      | 7       |
| 4     | Румунія        | 1      | 1      | 2      | 4       |
| 5     | Греція         | 1      | 0      | 1      | 2       |
| 6     | Італія         | 1      | 0      | 0      | 1       |
| 7     | Польща         | 0      | 5      | 2      | 7       |
| 8     | КНДР           | 0      | 2      | 0      | 2       |
| 9     | Монголія       | 0      | 1      | 1      | 2       |
| 10    | НДР            | 0      | 1      | 0      | 1       |
| 11    | Чехословаччина | 0      | 0      | 2      | 2       |
| 11    | Швеція         | 0      | 0      | 2      | 2       |
| 13    | Фінляндія      | 0      | 0      | 1      | 1       |
| 13    | Ліван          | 0      | 0      | 1      | 1       |
| 13    | Югославія      | 0      | 0      | 1      | 1       |

## Учасники
- Австралія  (3)
- Австрія  (5)
- Алжир  (3)
- Афганістан  (8)
- Бельгія  (3)
- Болгарія  (20)
- Велика Британія  (6)
- В'єтнам  (5)
- Греція  (5)
- Данія  (2)
- Індія  (6)
- Ірак  (9)
- Іспанія  (2)
- Італія  (6)
- Камерун  (6)
- Куба  (10)
- Ліван  (1)
- Мексика  (2)
- Монголія  (13)
- Нігерія  (1)
- Перу  (2)
- Північна Корея  (3)
- Польща  (20)
- СРСР  (20)
- Румунія  (20)
- Сенегал  (3)
- Сирія  (17)
- НДР  (9)
- Угорщина  (19)
- Фінляндія  (8)
- Франція  (2)
- Чехословаччина  (8)
- Швейцарія  (1)
- Швеція  (8)
- Югославія  (10)